# Ordo Ad Chao
Ordo Ad Chao (лат. от порядка к хаосу) — четвёртый студийный альбом норвежской блэк-металлической группы Mayhem, вышедший в 2007 году.

## Об альбоме
Название альбома является искажением латинского выражения «ordo ab chao» («к порядку из хаоса»), часто используемого как лозунг масонства.
В Ordo Ad Chao впервые выступил вокалист Аттила Чихар в качестве постоянного участника группы. В 1994 году его вокал уже был на альбоме De Mysteriis Dom Sathanas, но тогда он был гостевым вокалистом. Ударник группы — Hellhammer сказал, что ударные не были эквализованны и только на бас-барабан были установлены триггеры:
Качество записи пиздец какое замогильное, но мы и хотели, чтобы оно было таким. Оно представляет вам Mayhem сегодня.
Действительно, звук на альбоме значительно более «сырой», чем на всех работах группы, начиная с «Deathcrush». В нём очень сильно выделен бас. Несмотря на это, группа продолжает линию необычного стиля написания песен, начавшуюся в своих двух предыдущих альбомах. «Illuminate Eliminate» стала второй по продолжительности песней группы. В качестве вокала используется гроулинг, а также чистый вокал. Звучание инструментов существенно более разнообразное, чем в традиционном тру-блэке, и альбом стал одним из первых релизов пост блэк-метала.
Альбом был издан в мире 23 апреля 2007 года и днём позднее — в США. Альбом занял 12-е место в чартах Норвегии, сделав этот альбом самым успешным из изданных группой. Было выпущено и лимитированное издание альбома в количестве 3 тысяч экземпляров. В интервью с журналом Inferno Magazine, Бласфемер заявил, что Некробутчер не участвовал в записи бас-гитары, несмотря на то, что указан в буклете. Также в буклете не был указан Demonaz (Immortal), автор лирики к песне «Wall of water».

## Список композиций
Музыка написана Бласфемером, а тексты — Аттилой Чихаром во всех песнях, кроме указанных:
1. «A Wise Birthgiver» — 3:30
2. «Wall of Water» (Аттила Чихар, Demonaz (Immortal) — 4:40
3. «Great Work of Ages» — 3:52
4. «Deconsecrate» — 4:07
5. «Illuminate Eliminate» — 9:40
6. «Psychic Horns» — 6:32
7. «Key to the Storms» — 3:52
8. «Anti» (Аттила Чихар, Бласфемер) — 4:33

## Участники записи
- Аттила Чихар — вокал, тексты, продюсирование, мастеринг
- Руне Эриксен (Бласфемер) — гитара, бас
- Ян Аксель Бломберг (Хеллхаммер) — барабаны
- Кнут Магне Валле — звукорежиссура, сведение
- Кис Сольве, Трин Паулсен — обложка, фотография
- Харальд Невдал (Demonaz из Immortal) — лирика к песне «Wall of Water»

## Награды
2 февраля 2008 года альбом получил «Spellemannprisen» (норвежский аналог «Грэмми») в номинации «Лучший металлический альбом».

## Чарты
| Чарт (2007)               | Пиковая позиция |
| ------------------------- | --------------- |
| Норвежский альбомный чарт | 12              |